# Beneath... Between... Beyond...
Beneath... Between... Beyond... – album grupy Static-X wydany w roku 2004. Jest to kompilacja niewydanych nigdzie piosenek, remiksów, coverów, oraz utworów pochodzących z wczesnych dem grupy.

## Lista utworów
1. „Breathe” – 2:32
2. „Deliver Me” – 2:37
3. „Anything But This” – 4:03
4. „S.O.M.” – 3:22
5. „Down” – 3:15
6. „Head” – 2:46
7. „So Real” – 5:40
8. „Crash” – 3:35
9. „Push It (JB’s Death Trance Mix)” – 3:32
10. „I’m With Stupid (Paul Barker Remix)” – 4:32
11. „Burning Inside” – 4:14
12. „Behind the Wall of Sleep” – 3:32
13. „Gimme Gimme Shock Treatment” – 2:03
14. „I Am (demo)” – 2:55
15. „Love Dump (demo)” – 4:28
16. „Get to the Gone (live rehearsal demo)” – 2:30
17. „New Pain (demo)” – 2:49
18. „Otsegolectric (demo)” – 2:53